# Rsovac
Rsovac (cyr. Рсовац) – wieś w Serbii, w okręgu niszawskim, w gminie Aleksinac. W 2011 roku liczyła 275 mieszkańców.